# Championnat d'Europe de beach soccer 2011
Navigation
2010 2012
L'Euro Beach Soccer League 2011 est la 14e édition de la plus importante compétition européenne de beach soccer.

## Répartition des équipes
| Division A (8 équipes) | Division A (8 équipes) |             | Division B (12 équipes) | Division B (12 équipes) | Division B (12 équipes) |
| ---------------------- | ---------------------- | ----------- | ----------------------- | ----------------------- | ----------------------- |
| Espagne                | Italie                 | Allemagne   | Andorre                 | Angleterre              |                         |
| Pologne                | Portugal               | Azerbaïdjan | Biélorussie             | France                  |                         |
| Roumanie               | Russie                 | Grèce       | Israël                  | Norvège                 |                         |
| Suisse                 | Turquie                | Pays-Bas    | Tchéquie                | Ukraine                 |                         |

## Déroulement
Les huit équipes de la division A et les douze de la division B s'affrontent au terme de quatre différentes étapes. Chaque équipe participe à deux épreuves, et les points obtenus sont cumulés dans un classement afin de déterminer les équipes qualifiées pour la superfinale. Les cinq meilleures équipes de la division A (y compris les vainqueurs d'étapes individuelles si besoin) ainsi que l'équipe hôte, la Russie, se disputeront le titre à Moscou du 4 au 7 août. Les cinq meilleures équipes de la division B (y compris les vainqueurs d'étapes individuelles) et la lanterne rouge de la division A joueront pour tenter d'accéder ou se maintentir en division supérieure pour la saison 2012.

## Tournoi

### Phase régulière

#### Étape 1
La première épreuve se déroule à Berne en Suisse du 27 au 29 mai 2011. Elle est remportée par l'équipe d'Espagne pour la Division A et l'équipe d'Israël pour la B.

##### Division A
|    | Équipe  | J | G | G− | P | Bp | Bc | Diff | Pts | Superfinale |
| -- | ------- | - | - | -- | - | -- | -- | ---- | --- | ----------- |
|    | Espagne | 3 | 3 | 0  | 0 | 14 | 10 | 4    | 9   | Qualifié    |
| 2. | Italie  | 3 | 2 | 0  | 1 | 16 | 10 | 6    | 6   |             |
| 3. | Suisse  | 3 | 1 | 0  | 2 | 11 | 13 | -2   | 3   |             |
| 4. | Turquie | 3 | 0 | 0  | 3 | 11 | 19 | -8   | 0   |             |

- Meilleur joueur: Juanma
- Meilleur buteur: Giuseppe Soria , 5 buts
- Meilleur gardien: Simone Del Mestre

##### Division B
|    | Équipe  | J | G | G− | P | Bp | Bc | Diff | Pts | Promotion Final |
| -- | ------- | - | - | -- | - | -- | -- | ---- | --- | --------------- |
|    | Israël  | 2 | 2 | 0  | 0 | 11 | 5  | 6    | 6   | Qualifié        |
| 2. | Ukraine | 2 | 1 | 0  | 1 | 5  | 7  | -2   | 3   |                 |
| 3. | Norvège | 2 | 0 | 0  | 2 | 5  | 9  | -4   | 0   |                 |

#### Étape 2
La deuxième épreuve se déroule à Berlin en Allemagne du 8 au 10 juillet 2011. Elle est remportée par la Russie (division A) et la République tchèque (division B).

##### Division A
|    | Équipe   | J | G | G− | P | Bp | Bc | Diff | Pts | Superfinale |
| -- | -------- | - | - | -- | - | -- | -- | ---- | --- | ----------- |
|    | Russie   | 3 | 3 | 0  | 0 | 18 | 8  | 10   | 9   | Qualifié    |
| 2. | Portugal | 3 | 2 | 0  | 1 | 15 | 13 | 2    | 6   |             |
| 3. | Roumanie | 3 | 1 | 0  | 2 | 11 | 14 | -3   | 3   |             |
| 4. | Turquie  | 3 | 0 | 0  | 3 | 9  | 18 | -9   | 0   |             |

- Meilleur joueur : Dmitrii Shishin
- Meilleur buteur : Dmitrii Shishin , 7 buts
- Meilleur gardien : Andreï Boukhlitski

##### Division B
|    | Équipe    | J | G | G− | P | Bp | Bc | Diff | Pts | Promotion Final |
| -- | --------- | - | - | -- | - | -- | -- | ---- | --- | --------------- |
|    | Tchéquie  | 2 | 2 | 0  | 0 | 10 | 5  | 5    | 6   | Qualifié        |
| 2. | Allemagne | 2 | 1 | 0  | 1 | 6  | 7  | -1   | 3   |                 |
| 3. | Andorre   | 2 | 0 | 0  | 2 | 4  | 8  | -4   | 0   |                 |

#### Étape 3
La troisième épreuve se déroule à Ravenne en Italie du 22 au 24 juillet 2011. Elle est remportée par la Suisse (division A) et la France (division B).

##### Division A
|    | Équipe   | J | G | G− | P | Bp | Bc | Diff | Pts | Superfinale |
| -- | -------- | - | - | -- | - | -- | -- | ---- | --- | ----------- |
|    | Suisse   | 3 | 3 | 0  | 0 | 18 | 10 | 8    | 9   | Qualifié    |
| 2. | Roumanie | 3 | 2 | 0  | 1 | 13 | 14 | -1   | 6   |             |
| 3. | Italie   | 3 | 1 | 0  | 2 | 4  | 8  | -4   | 3   |             |
| 4. | Pologne  | 3 | 0 | 0  | 3 | 10 | 13 | -3   | 0   |             |

- Meilleur joueur : Marian Maciuca
- Meilleur buteur : Boguslaw Saganowski  et Dejan Stankovic , 5 buts
- Meilleur gardien : Simone Del Mestre

##### Division B
|    | Équipe      | J | G | G− | P | Bp | Bc | Diff | Pts | Promotion Final |
| -- | ----------- | - | - | -- | - | -- | -- | ---- | --- | --------------- |
|    | France      | 2 | 1 | 1  | 0 | 5  | 3  | 2    | 5   | Qualifié        |
| 2. | Biélorussie | 2 | 1 | 0  | 1 | 7  | 2  | 5    | 3   |                 |
| 3. | Azerbaïdjan | 2 | 0 | 0  | 2 | 3  | 10 | -7   | 0   |                 |

#### Étape 4
La quatrième épreuve se déroule à La Haye aux Pays-Bas du 29 au 31 juillet 2011. Le Portugal remporte cette étape de Division A à la différence de buts particulière tandis que les Pays-Bas remportent la Division B.

##### Division A
|    | Équipe   | J | G | G− | P | Bp | Bc | Diff | Pts | Superfinale |
| -- | -------- | - | - | -- | - | -- | -- | ---- | --- | ----------- |
|    | Portugal | 3 | 2 | 0  | 1 | 13 | 11 | 2    | 6   | Qualifié    |
| 2. | Russie   | 3 | 2 | 0  | 1 | 18 | 9  | 9    | 6   |             |
| 3. | Pologne  | 3 | 1 | 0  | 2 | 11 | 14 | -3   | 3   |             |
| 4. | Espagne  | 3 | 1 | 0  | 2 | 8  | 16 | -8   | 3   |             |

- Meilleur joueur : Iegor Chaïkov
- Meilleur buteur : Belchior , 6 buts
- Meilleur gardien : Xan

##### Division B
|    | Équipe     | J | G | G− | P | Bp | Bc | Diff | Pts | Promotion Final |
| -- | ---------- | - | - | -- | - | -- | -- | ---- | --- | --------------- |
|    | Pays-Bas   | 2 | 2 | 0  | 0 | 11 | 5  | 6    | 6   | Qualifié        |
| 2. | Grèce      | 2 | 1 | 0  | 1 | 7  | 6  | 1    | 3   |                 |
| 3. | Angleterre | 2 | 0 | 0  | 2 | 5  | 12 | -7   | 0   |                 |

#### Classements
| Équipe   | J | G | G+ | P | Bp | Bc | +/- | Pts |
| -------- | - | - | -- | - | -- | -- | --- | --- |
| Russie   | 6 | 5 | 0  | 1 | 36 | 17 | +19 | 15  |
| Suisse   | 6 | 4 | 0  | 2 | 29 | 23 | +6  | 12  |
| Portugal | 6 | 4 | 0  | 2 | 28 | 24 | +4  | 12  |
| Espagne  | 6 | 4 | 0  | 2 | 22 | 26 | −4  | 12  |
| Italie   | 6 | 3 | 0  | 3 | 20 | 18 | +2  | 9   |
| Roumanie | 6 | 3 | 0  | 3 | 24 | 28 | −4  | 9   |
| Pologne  | 6 | 1 | 0  | 5 | 21 | 27 | −6  | 3   |
| Turquie  | 6 | 0 | 0  | 6 | 20 | 37 | −17 | 0   |

| Qualifié grâce à une victoire d'étape | Qualifié grâce au classement final | Reversé en finale de promotion | Organisateur de la Superfinale |

| Équipe      | J | G | G+ | P | Bp | Bc | +/- | Pts |
| ----------- | - | - | -- | - | -- | -- | --- | --- |
| Pays-Bas    | 2 | 2 | 0  | 0 | 11 | 5  | +6  | 6   |
| Israël      | 2 | 2 | 0  | 0 | 11 | 5  | +6  | 6   |
| Tchéquie    | 2 | 2 | 0  | 0 | 10 | 5  | +5  | 6   |
| France      | 2 | 1 | 1  | 0 | 5  | 3  | +2  | 5   |
| Biélorussie | 2 | 1 | 0  | 1 | 7  | 2  | +5  | 3   |
| Grèce       | 2 | 1 | 0  | 1 | 7  | 6  | +1  | 3   |
| Allemagne   | 2 | 1 | 0  | 1 | 6  | 7  | −1  | 3   |
| Ukraine     | 2 | 1 | 0  | 1 | 5  | 7  | −2  | 3   |
| Norvège     | 2 | 0 | 0  | 2 | 5  | 9  | −4  | 0   |
| Angleterre  | 2 | 0 | 0  | 2 | 5  | 12 | −7  | 0   |
| Andorre     | 2 | 0 | 0  | 2 | 4  | 8  | −4  | 0   |
| Azerbaïdjan | 2 | 0 | 0  | 2 | 3  | 10 | −7  | 0   |

| Qualifié grâce à une victoire d'étape | Qualifié grâce au classement final |

### Superfinale
| Super-finale | Super-finale |             | Finale de promotion | Finale de promotion |
| Groupe 1     | Groupe 2     | Groupe 3    | Groupe 4            |                     |
| ------------ | ------------ | ----------- | ------------------- | ------------------- |
| Russie       | Suisse       | Turquie     | Pays-Bas            |                     |
| Espagne      | Portugal     | Tchéquie    | Israël              |                     |
| Roumanie     | Italie       | Biélorussie | France              |                     |

#### Division A

##### Phase de groupe
| Équipe   | J | G | G+ | P | Bp | Bc | +/- | Pts |
| -------- | - | - | -- | - | -- | -- | --- | --- |
| Russie   | 2 | 2 | 0  | 0 | 12 | 3  | +9  | 6   |
| Roumanie | 2 | 1 | 0  | 1 | 4  | 10 | −6  | 3   |
| Espagne  | 2 | 0 | 0  | 2 | 4  | 7  | −3  | 0   |

| Équipe   | J | G | G+ | P | Bp | Bc | +/- | Pts |
| -------- | - | - | -- | - | -- | -- | --- | --- |
| Suisse   | 2 | 1 | 0  | 1 | 11 | 9  | +2  | 3   |
| Portugal | 2 | 1 | 0  | 1 | 5  | 6  | −1  | 3   |
| Italie   | 2 | 0 | 1  | 1 | 8  | 9  | −1  | 2   |

##### Matchs de classement
| 3e place          | Roumanie                                                                                              | 3 – 3 a. p.       | Portugal                                                                                      | Victory Park à Poklonnaya Hill, Moscou |  |
| 7 août 2011 16:00 | R. Cărăuleanu 5e · L. Croituru 35e · I. Posteucă 39e                                                  |                   | N. Belchior 16e · J. Santos 33e · Madjer 38e                                                  |                                        |  |
| 7 août 2011 16:00 | Rapport                                                                                               |                   |                                                                                               |                                        |  |
| 7 août 2011 16:00 | M. Posteucă · Maci · I. Posteucă · Boata · L. Croituru · A. Tănase · Luci · R. Cărăuleanu · I. Gândac | Tirs au but 6 – 7 | Alan · N. Belchior · Madjer · B. Torres · Marinho · J. Santos · Lucio · R. Coimbra · P. Graça |                                        |  |

| Finale            | Russie                                                                                        | 6 – 4 | Suisse                                  | Victory Park à Poklonnaya Hill, Moscou |  |
| 7 août 2011 17:15 | A. Makarov 13e · I. Leonov 14e · A. Shkarin 16e · Y. Krasheninnikov 19e · D. Shishin 33e, 35e |       | P. Borer 6e · D. Stankovic 8e, 12e, 13e |                                        |  |
| 7 août 2011 17:15 | Rapport                                                                                       |       |                                         |                                        |  |

##### Classement final
| Rang | Équipe   |
| ---- | -------- |
| 1    | Russie   |
| 2    | Suisse   |
| 3    | Portugal |
| 4    | Roumanie |
| 5    | Italie   |
| 6    | Espagne  |

#### Division B

##### Phase de groupe
| Équipe      | J | G | G+ | P | Bp | Bc | +/- | Pts |
| ----------- | - | - | -- | - | -- | -- | --- | --- |
| Turquie     | 2 | 2 | 0  | 0 | 15 | 3  | +12 | 6   |
| Biélorussie | 2 | 1 | 0  | 1 | 7  | 5  | +2  | 3   |
| Tchéquie    | 2 | 0 | 0  | 2 | 4  | 18 | −14 | 0   |

| Équipe   | J | G | G+ | P | Bp | Bc | +/- | Pts |
| -------- | - | - | -- | - | -- | -- | --- | --- |
| France   | 2 | 2 | 0  | 0 | 8  | 5  | +3  | 6   |
| Israël   | 2 | 1 | 0  | 1 | 8  | 8  | 0   | 3   |
| Pays-Bas | 2 | 0 | 0  | 2 | 9  | 12 | −3  | 0   |

##### Matchs de classement
| 5e place          | Tchéquie                 | 3 – 3 a. p.       | Pays-Bas                                | Victory Park à Poklonnaya Hill, Moscou |  |
| 7 août 2011 10:30 | T. Peteřik 11e, 16e, 32e |                   | P. Ax 7e, 18e · A. Van Geldermalsen 32e |                                        |  |
| 7 août 2011 10:30 | Rapport                  |                   |                                         |                                        |  |
| 7 août 2011 10:30 | M. Chalupa               | Tirs au but 1 – 0 | P. Ax                                   |                                        |  |

| 3e place          | Biélorussie               | 1 – 1 a. p.       | Israël             | Victory Park à Poklonnaya Hill, Moscou |  |
| 7 août 2011 13:30 | I. Bryshtsel 36e          |                   | A. Yatim 9e        |                                        |  |
| 7 août 2011 13:30 | Rapport                   |                   |                    |                                        |  |
| 7 août 2011 13:30 | V. Bokach · I. Miranovich | Tirs au but 1 – 2 | A. Yatim · T. Iloz |                                        |  |

| Finale            | Turquie                                       | 3 – 6 | France                                                    | Victory Park à Poklonnaya Hill, Moscou |  |
| 7 août 2011 14:45 | I. Kerem 4e · B. Terzioglu 20e · Tamer Ay 27e |       | D. Samoun 6e, 20e, 25e, 35e · M. Pagis 28e · F. Mendy 33e |                                        |  |
| 7 août 2011 14:45 | Rapport                                       |       |                                                           |                                        |  |

##### Classement final
| Rang | Équipe             |
| ---- | ------------------ |
| 1    | France (promu)     |
| 2    | Turquie (relégué)  |
| 3    | Israël             |
| 4    | Biélorussie        |
| 5    | République tchèque |
| 6    | Pays-Bas           |